# Хайнрих Крац фон Шарфенщайн
Хайнрих Крац фон Шарфенщайн (на немски: Heinrich Cratz von Scharffenstein; † 1449) е благородник от род Крац фон Шарфенщайн в Рейнгау-Таунус, Хесен.
Той е син на Хайнрих фон Шарфенщайн и съпругата му Катарина фон Вилдбург, дъщеря на Фолкер фон Вилдбург. Той е роднина (дядо) на Филип II Крац фон Шарфенщайн (1540 – 1604), домхер във Вормс и Майнц и 1604 г. избран за княжески епископ на Вормс.
Резиденцията на фамилията е замък Шарфенщайн, построен между 1160 и 1180 г. близо до Кидрих в окръг Рейнгау-Таунус в Южен Хесен. От 1191 г. фамилията се нарича на замъка, който става от 15. век наследствен. Хайнрих, един от петте сина на Хайнрих фон Шарфенщайн се нарича от ок. 1390 г. с фамилното име „Крац фон Шарфенщайн“. Фамилията има висши духовнически и светски служби и измира по мъжка линия през 1718 г.
Господството Крац фон Шарфенщайн отива 1721 г. на потомците на граф Йохан Август фон Золмс-Рьоделхайм-Асенхайм (1623 – 1680), женен 1654 г. за графиня Елеонора Барбара Мария Крац фон Шарфенщайн (1629 – 1680).

## Фамилия
Хайнрих Крац фон Шарфенщайн се жени за Ирмегард фон Метценхаузен († 1458), дъщеря на Йохан фон Метценхаузен и Агнес фон Айх. Те имат децата:
- Ева Крац фон Шарфенщайн, омъжена за Фридрих фон Льовенщайн цу Рандек († 1463)
- Маргарета Крац фон Шарфенщайн (* ок. 1430; † 17 декември 1532 в манастир „Мария Енгелпорт“), от 1450 г. 82 години игуменка/оберин на манастир „Мария Енгелпорт“ в Хунсрюк
- Хайнрих Крац фон Шарфенщайн (* пр. 1474; † пр. 1507/1513), амтман на Зимерн, женен за Маргарета фон Зьотерн († сл. 1495), дъщеря на Хайнрих фон Зьотерн († пр. 1495) и Маргарета фон Елтер/д'Отел († пр. 1495). Тя е внучка на Йохан фон Зьотерн († 1422/1469) и Анна/Агнес фон Хунолщайн († 1426). Те имат син.[2]